# Condado de Harris (Texas)
O Condado de Harris (em inglês:  Harris County) é um dos 254 condados do estado norte-americano do Texas, localizado na região metropolitana de Houston–Sugar Land–Baytown. A sede e cidade mais populosa do condado é Houston. Seu nome homenageia John Richardson Harris, um dos primeiros colonos da região.
Com mais de 4,7 milhões de habitantes, de acordo com o censo nacional de 2020, é o condado mais populoso do estado e o terceiro mais populoso do país. Pouco mais de 16% da população do Texas vive no Condado de Harris.

## História
O condado foi fundado em 1837 como Condado de Harrisburg. Seu nome foi mudado para Condado de Harris em dezembro de 1839, em homenagem ao colonizador John R. Harris.

## Geografia
De acordo com o Departamento do Censo dos Estados Unidos, o condado possui uma área de 4 603,4 km², dos quais 4 421 km² estão cobertos por terra e 182,4 km² (4,0%) por água. Sua área de terra é maior que o estado de Rhode Island.

### Condados adjacentes
- Condado de Montgomery  (norte)
- Condado de Liberty  (nordeste)
- Condado de Chambers  (leste)
- Condado de Galveston  (sudeste)
- Condado de Brazoria  (sul)
- Condado de Fort Bend  (sudoeste)
- Condado de Waller  (noroeste)

## Demografia
Desde 1900, o crescimento populacional médio do condado, a cada dez anos, é de 45,1%.

### Censo 2020
De acordo com o censo nacional de 2020, o condado possui uma população de 4 731 145 habitantes e uma densidade populacional de 1 070,1 hab/km². Seu crescimento populacional na última década foi de 15,6%, próximo da média estadual de 15,9. É o condado mais populoso do Texas e o terceiro mais populoso dos Estados Unidos. É o segundo condado mais densamente povoado do estado, atrás do Condado de Dallas.
Possui 1 842 683 residências que resulta em uma densidade de 416,8 residências/km² e um aumento de 15,3% em relação ao censo anterior. Deste total, 8,1% das unidades habitacionais estão desocupadas. A média de ocupação é de 2,6 pessoas por residência.

### Censo 2010
Segundo o censo nacional de 2010, o condado possui 4 092 459  habitantes e densidade populacional de 927,6 hab/km², fazendo do condado o mais populoso do Texas e o terceiro mais populoso dos Estados Unidos.

### Censo 2000
De acordo com o censo de 2000, o Condado de Harris possuia 3 400 578 pessoas, 1 205 516 residências ocupadas e 834 217 famílias, tornando-o o maior condado em população no Texas. A densidade populacional era de 759 hab/km². Havia 1 298 130 unidades habitacionais que resultavam em uma densidade de 290 residências/km². A composição racial do condado era de 58,73% brancos, 18,49% negros ou afro-americanos, 0,45% nativos americanos, 5,14% asiáticos, 0,06% das ilhas do Pacífico, 14,18% de outras raças e 2,96% de duas ou mais raças. Havia na população 32,93% de hispânicos ou latinos de qualquer raça, 7,2% de alemães, 6,2% de americanos e 5,3% de descendência inglesa de acordo com a censo de 2000. 63,8% falavam Inglês, 28,8% Espanhol e 1,6% Vietnamitas como sua primeira língua.
Em 2000, havia 1 205 516 domicílios, dos quais 37,7% tinham crianças com menos de 18 anos, 50,6% eram casais vivendo juntos, 13,7% tinham uma pessoa do sexo feminino sem marido e 30,8% eram não-famílias. 25,1% das famílias eram compostas por indivíduos e 5,3% eram pessoas de 65 anos de idade ou mais vivendo sozinho. Em média, cada residência ocupada possuía 2,79 pessoas e cada família era composta por 3,38 membros.
No condado, 29% da população possuía menos de 18 anos de idade, 10,3% possuíam entre 18 e 24 anos, 33,4% entre 25 e 44 anos, 19,8% entre 45 e 64 anos e 7,4% possuíam 65 anos ou mais. A idade média da população era de 31 anos. Para cada 100 mulheres existiam 99,2 homens. Para cada 100 mulheres maiores de 18 anos havia 97 homens.
A renda média anual de uma residência ocupada era de 42 598 dólares, e a renda média anual de uma família era de 49 004 dólares. Pessoas do sexo masculino possuíam uma renda média anual de 37 361 dólares enquanto as pessoas do sexo feminino de 28 941 dólares. A renda per capita do condado era de 21 435 dólares. Cerca de 14,97% da população e 12,10% das famílias do condado viviam abaixo da linha de pobreza, incluindo 19,6% das pessoas menores de 18 anos e 12,2% das pessoas com 65 anos ou mais de idade.

## Infra-estrutura de transportes

### Transporte coletivo
Muitas áreas no Condado de Harris são servidas pela Autoridade Metropolitana de Trânsito do Condado de Harris (em inglês METRO, Metropolitan Transit Authority of Harris County, Texas), uma agência de transporte público com sede em Downtown Houston.

### Principais rodovias
| - Interstate 10 - Interstate 45 - Interstate 610 - U.S. Highway 59 - U.S. Route 90 - U.S. Highway 90 Alternate - U.S. Highway 290 | - State Highway 3 - State Highway 6 - State Highway 146 - State Highway 225 - State Highway 249 - State Highway 288 - State Highway Beltway 8 |